# Szamegrelo-Felső-Szvanéti

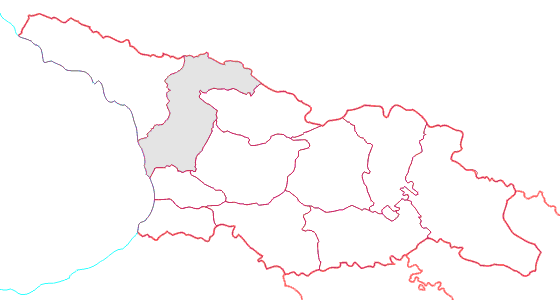
Szamegrelo-Felső-Szvanéti elhelyezkedése Grúzia térképén.

Szamegrelo-Felső-Szvanéti (grúz სამეგრელო-ზემო სვანეთი) Grúzia egyik közigazgatási régiója, az ország északnyugati részében, Abházia autonóm köztársaságtól délnyugatra. A régióhoz tartozik Szamegrelo történelmi tartomány és Szvanéti egy része.
Területe 7441 km² (valamivel nagyobb, mint a magyar Borsod-Abaúj-Zemplén megye). Népessége mintegy 330 761 (2014-es adat). Közigazgatási székhelye az abház határ mellett elterülő, mintegy 43 000 lakosú Zugdidi város.

## Fordítás
- Ez a szócikk részben vagy egészben  a   Samegrelo-Zemo Svaneti című angol Wikipédia-szócikk ezen változatának fordításán alapul.  Az eredeti cikk szerkesztőit annak laptörténete sorolja fel. Ez a jelzés csupán a megfogalmazás eredetét és a szerzői jogokat jelzi, nem szolgál a cikkben szereplő információk forrásmegjelöléseként.